# Sekret (Ronela Hajati)
Sekret is een lied van de Albanese singer-songwriter Ronela Hajati. Het nummer werd uitgebracht als single op 2 december 2021. Zangeres Hajati schreef en componeerde het nummer zelf, Marko Polo proceerde het lied. Sekret is poplied in het Albanees, de tekst gaat over een relatie.
In december 2021 nam Hajati deel aan de zestigste editie van het Festivali i Këngës. Op de tweede avond van de driedaagse show zong ze het nummer met Sabri Fejzullahu. Hajati werd als winner uitgeroepen op 29 december 2021. Ze won onder andere van de in Nederland geboren Kosovaarse zanger Alban Ramosaj. Met deze winst verkreeg Hajati het recht om haar vaderland te vertegenwoordigen op het Eurovisiesongfestival 2022, dat wordt gehouden in Turijn, Italië. Het lied raakte er niet voorbij de halve finale.